# Панеттьер, Хейден
Хе́йден Ле́сли Панеттье́р (англ. Hayden Lesley Panettiere; транскрипция: [ˌpænɨtiˈɛər]; род. 21 августа 1989, Palisades, Нью-Йорк) — американская актриса и певица. В 11 лет получила премию молодого актёра за роль Шерил Йост в диснеевском «Вспоминая Титанов». Вторая премия ей досталась за роль Клэр Беннет в сериале «Герои». С 2012 по 2016 год она играла роль певицы Джульетты Барнс в телесериале «Нэшвилл», которая принесла ей номинации на премию «Золотой глобус» за лучшую женскую роль второго плана в 2012 и 2013 годах.

## Ранние годы
Хейден — дочь пожарного Алана Панеттьера (англ. Alan Panettiere) и бывшей актрисы телесериалов, Лэсли Воджел (англ. Lesley Vogel). У Хейден был младший брат Джэнсен Панеттьер (1994—2023), который также был известен как актёр.

## Карьера

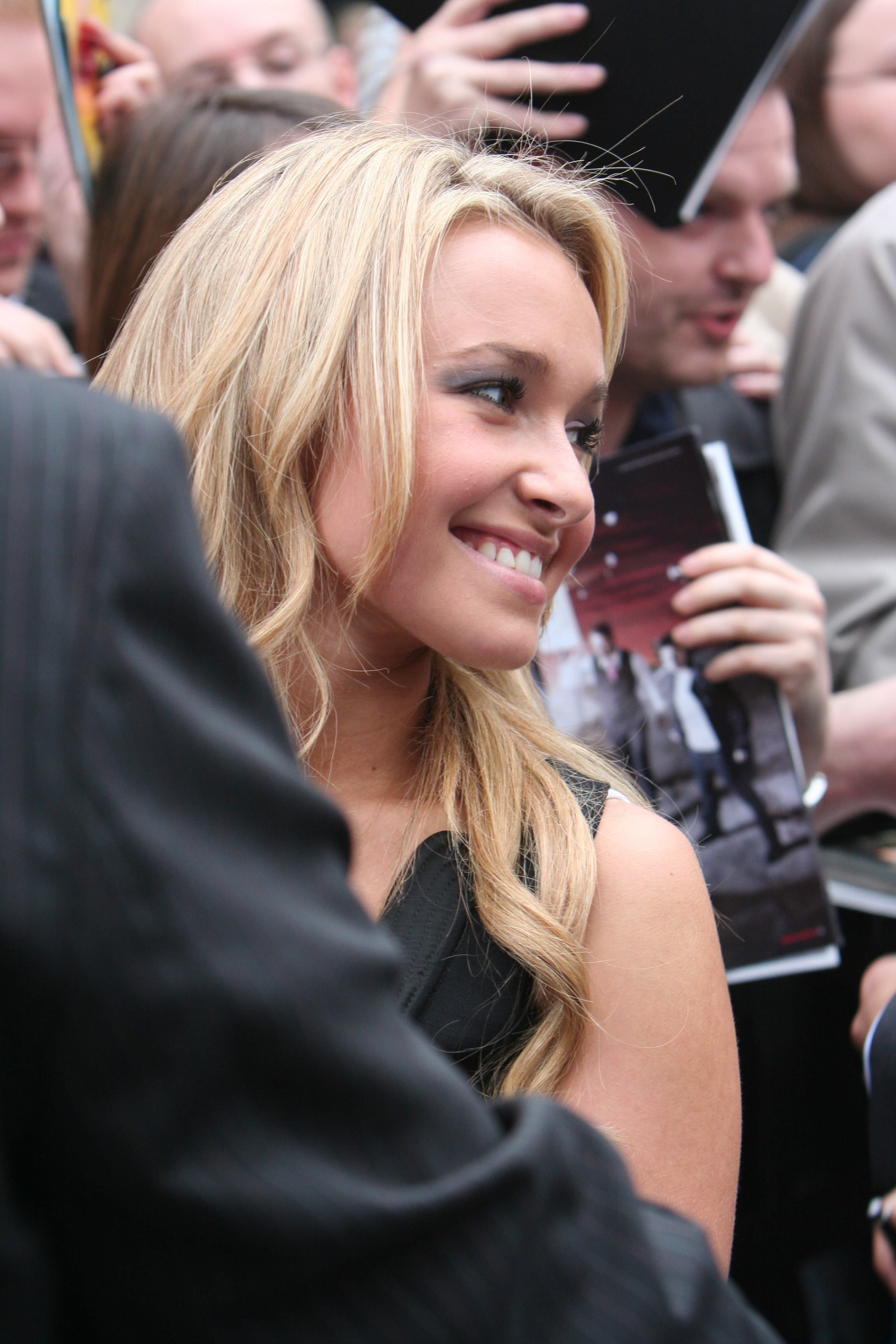
Хейден Панеттьер в 2007 году

Уже в восьмимесячном возрасте фотографии Хейден используются в печатной рекламе, а в одиннадцать месяцев она попадает на телевидение, в рекламу детской железной дороги, после чего снимается ещё во множестве разнообразных рекламных роликов. В четыре года Хейден дебютирует в телесериале «Одна жизнь, чтобы жить». В шесть лет начинает параллельно сниматься в телесериале «Направляющий свет», за время съемок в котором успевает появиться в эпизодах нескольких фильмов и телесериалов, а также озвучить одну роль в мультфильме. В одиннадцать лет Панеттьер попадает на съемки фильма «Вспоминая титанов» с Дензелом Вашингтоном, в котором исполняет роль дочери футбольного тренера Билла Йоста. За эту роль она получает премию молодого актёра.
После восьмого класса Панеттьер переходит на обучение на дому и отправляется на пять месяцев в Южную Африку, где катается на зебрах, исполняя роль молодого жокея Ченниг Уолш для фильма «Бешеные скачки». После окончания съемок Хейден решает провести ещё некоторое время в Африке, восхищаясь тем, насколько проста может быть жизнь в трущобах и как благодарны могут быть люди за то, что имеют.
В четырнадцать Панеттьер играет роль пятнадцатилетней Одри — непослушной племянницы Элен Харрис (Кейт Хадсон) в фильме «Модная мамочка». После смерти своих родителей Одри начинает курить, пить и встречаться с плохими парнями. После съемок ещё в нескольких фильмах, в 2005 году на экраны наконец-то выходит фильм «Бешеные скачки».
В 2006 году Панеттьер получила роль Клэр Беннет в сериале NBC «Герои» Уже через год за эту роль Хейден получает свою вторую премию молодого актёра. В этом же, 2006 году, Панеттьер участвует во всемирной рекламной кампании косметики «Ньютроджина» (англ. Neutrogena).
В 2009 году Хейден играет Бет Купер в фильме «Ночь с Бет Купер». Этот фильм стал первым в её фильмографии, где она исполняет главную роль. Кроме того Хейден позиционировалась как известная звезда в рекламной кампании в поддержку этого фильма.
В 2011 году выходит телефильм канала Lifetime «История Аманды Нокс». Фильм основан на реальных событиях, связанных с убийством британской студентки Мередит Керчер. Режиссёром выступил оскароносный Роберт Дорнхельм. Фильм вышел 21 февраля 2011 года.

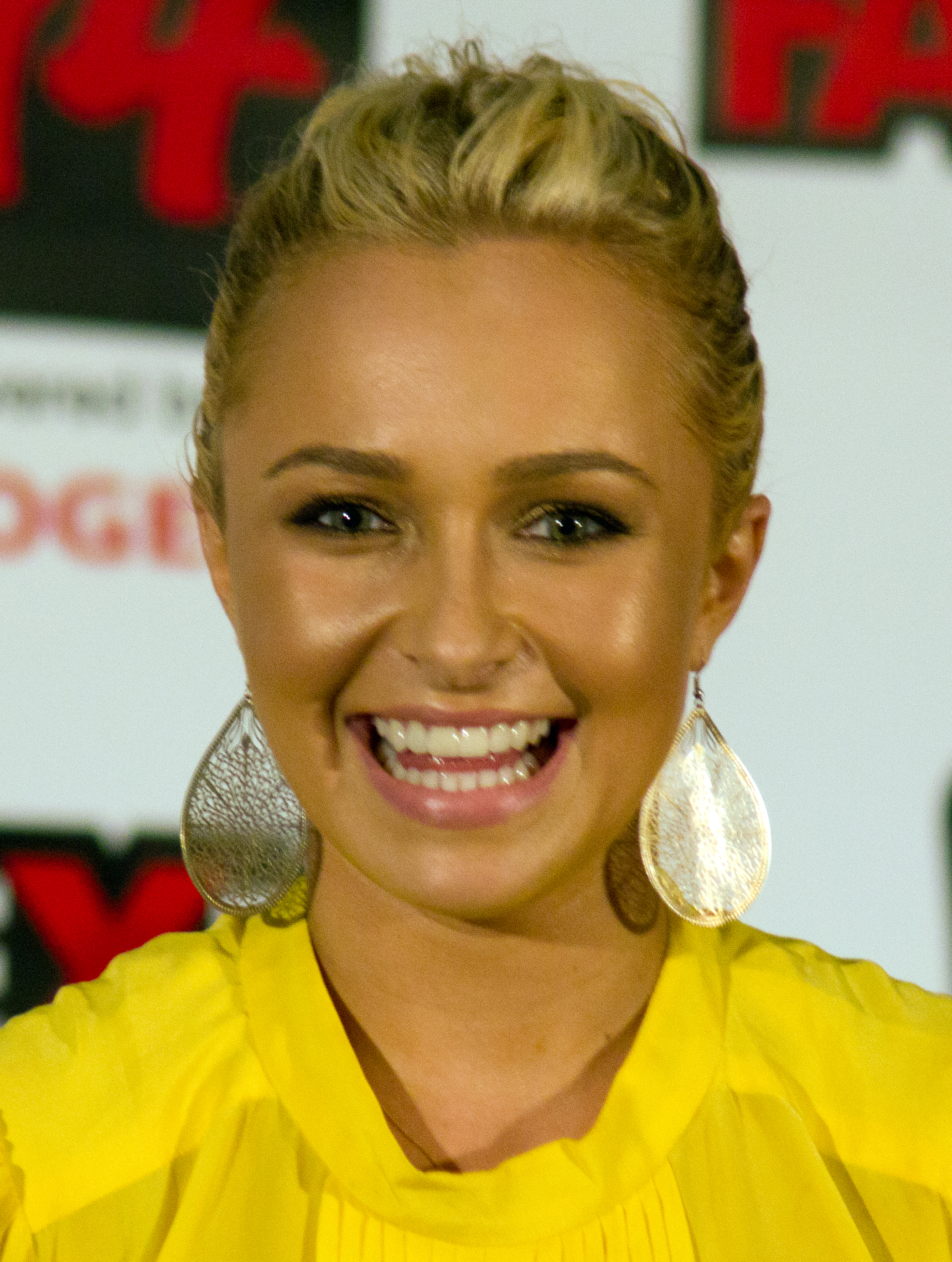
Хейден Панеттьер в 2011 году

В 2012 году Панеттьер получает одну из главных ролей в телесериале «Нэшвилл» с Конни Бриттон.
В 2015 году Панеттьер сыграла одну из героинь в видеоигре Until Dawn.

## Личная жизнь
С 2009 года Хейден встречалась с боксёром Владимиром Кличко; их помолвка состоялась в 2013 году. В августе 2018 года стало известно, что пара рассталась.
У бывшей пары есть дочь — Кайя Евдокия Кличко (род. 9 декабря 2014 года).
В 2007 году Панеттьер попала в поле зрения СМИ как участник экологической акции протеста против охоты на дельфинов, после которой в Японии был выдан ордер на её арест. Несмотря на это, два года спустя Панеттьер отправилась к берегам Японии, где сыграла саму себя в оскароносном документальном фильме «Бухта».

## Фильмография

### Телевидение
| Год         | Название на русском                      | Название на английском                  | Роль                              | Примечания |
| ----------- | ---------------------------------------- | --------------------------------------- | --------------------------------- | --- |
| 1994—1997   | Одна жизнь, чтобы жить                   | One Life to Live                        | Сара Виктория Робертс             | Дневная мыльная опера |
| 1996        | Чужие в семье                            | Aliens in the Family                    | Одри                              | 1 эпизод |
| 1996        | Как пишется «Бог»?                       | How Do You Spell God?                   | Меган Блэквуд                     | Телефильм |
| 1997        | Несчастливы вместе                       | Unhappily Ever After                    | Маленькая девочка                 | 1 эпизод |
| 1998        | Их собственная воля                      | A Will of Their Own                     | Малая роль                        | Мини-сериал |
| 1999        | Слишком богатая: тайная жизнь Дорис Дьюк | Too Rich: The Secret Life of Doris Duke | Молодая Дорис Дьюк                | Телефильм |
| 1999        | Прикосновение ангела                     | Touched by an Angel                     | Диана                             | 1 эпизод |
| 1999        | Если ты веришь                           | If You Believe                          | Молодая Сьюзан Стоун / Элис Стоун | Телефильм Номинация — Премия «Молодой актёр» за лучшее исполнение роли до десяти лет на телевидении |
| 1996—2000   | Направляющий свет                        | The Guiding Light                       | Элизабет «Лиззи» Сполдинг         | Дневная мыльная опера |
| 2000        | Вспоминая Титанов                        | Remember the Titans                     | Шерил Йост                        | Фильм, основанный на реальных событиях. Регулярная роль. |
| 2001        |                                          | Chestnut Hill                           | Молли Истмэн                      | Пилот |
| 2001        | Закон и порядок: Специальный корпус      | Law & Order: Special Victims Unit       | Эшли                              | 1 эпизод |
| 2002        | Элли Макбил                              | Ally McBeal                             | Мэдди Харрингтон                  | Регулярная роль, 12 эпизодов |
| 2003        | Нормальный                               | Normal                                  | Пэтти Энн Эпплвуд                 | Телефильм |
| 2004        |                                          | Fillmore!                               | Юми                               | 1 эпизод, озвучивание |
| 2004        | Тигриный рейс                            | Tiger Cruise                            | Мэдди Долан                       | Телефильм Номинация — Премия «Молодой актёр» за лучшее исполнение роли в телефильме |
| 2005        | Закон и порядок: Специальный корпус      | Law & Order: Special Victims Unit       | Анджела                           | 1 эпизод |
| 2005        | Ложь моей матери                         | Lies My Mother Told Me                  | Хэйли Симс                        | Телефильм |
| 2003—2005   | Малкольм в центре внимания               | Malcolm in the Middle                   | Джессика                          | 4 эпизода |
| 2005        | Женщина-президент                        | Commander in Chief                      | Стейси                            | 1 эпизод |
| 2007        | Робоцып                                  | Robot Chicken                           | Озвучивание                       | 1 эпизод |
| 2006—2010   | Герои                                    | Heroes                                  | Клэр Беннет                       | Регулярная роль, 74 эпизода Премия «Сатурн» за лучшую женскую роль второго плана на телевидении (2007) Teen Choice Award за лучшую женскую роль в драматическом сериале (2007, 09) Номинация — Премия «Сатурн» за лучшую женскую роль второго плана на телевидении (2007) Номинация — Teen Choice Award за лучшую женскую роль в драматическом сериале (2008, 2010) Номинация — Teen Choice Award — прорыв года (2007) |
| 2010        | Американский папаша!                     | American Dad!                           | Эшли                              | 1 эпизод, озвучивание |
| 2011        | История Аманды Нокс                      | Amanda Knox: Murder on Trial in Italy   | Аманда Нокс                       | Телефильм |
| 2012 — 2018 | Нэшвилл                                  | Nashville                               | Джульетта Барнс                   | Регулярная роль, 112 эпизодов Номинация — Премия «Золотой глобус» за лучшую женскую роль второго плана — мини-сериал, телесериал или телефильм (2013—2014) Номинация — Премия «Спутник» за лучшую женскую роль в телевизионном сериале — драма (2012) Номинация — Teen Choice Award за лучшую женскую роль в драматическом сериале (2013)                                                                              |

### Фильмы
| Год  | Название на русском              | Название на английском         | Роль                     | Примечания                                                                  |
| ---- | -------------------------------- | ------------------------------ | ------------------------ | --------------------------------------------------------------------------- |
| 1998 | Объект моего восхищения          | The Object of My Affection     | Русалка                  |                                                                             |
| 1998 | Приключения Флика                | A Bug’s Life                   | Дора                     | Озвучивание Номинация — Премия «Молодой актёр» за лучшее озвучивание        |
| 1999 | Послание в бутылке               | Message in a Bottle            | Девочка на тонущей лодке |                                                                             |
| 2000 | Динозавр                         | Dinosaur                       | Сури                     | Озвучивание                                                                 |
| 2000 | Вспоминая Титанов                | Remember the Titans            | Шерил Йост               | Премия «Молодой актёр» за лучшее исполнение роли второго плана в кинофильме |
| 2001 | История с ожерельем              | The Affair of the Necklace     | Молодая Джинн            |                                                                             |
| 2001 | Крутой Джо                       | Joe Somebody                   | Натали Шаффер            | Номинация — Премия «Молодой актёр» за лучшее исполнение роли в кинофильме   |
| 2004 | Модная мамочка                   | Raising Helen                  | Одри Дэвис               |                                                                             |
| 2004 | Фабрика пыли                     | The Dust Factory               | Мелани Льюис             |                                                                             |
| 2005 | Бешеные скачки                   | Racing Stripes                 | Ченнинг Уолш             |                                                                             |
| 2005 | Принцесса льда                   | Ice Princess                   | Джин Хейрвуд             |                                                                             |
| 2006 | Мистер Гибб                      | Mr. Gibb                       | Эллисон Палмер           |                                                                             |
| 2006 | Архитектор                       | The Architect                  | Кристина Уолтерс         |                                                                             |
| 2006 | Добейся успеха 3: Всё или ничего | Bring It On: All or Nothing    | Бритни Аллен             | Direct-to-video                                                             |
| 2007 | Шанхайский поцелуй               | Shanghai Kiss                  | Аделаида Бурбон          |                                                                             |
| 2008 | Светлячки в саду                 | Fireflies in the Garden        | Молодая Джейн Лоуренс    |                                                                             |
| 2008 | Скуби-Ду и король гоблинов       | Scooby-Doo and the Goblin King | Принцесса                | Direct-to-video                                                             |
| 2009 | Ночь с Бет Купер                 | I Love You, Beth Cooper        | Бет Купер                | Номинация — Teen Choice Award — лучшая актриса летнего фильма               |
| 2010 | Альфа и Омега: Клыкастая братва  | Alpha and Omega                | Кейт                     | Озвучивание                                                                 |
| 2011 | Крик 4                           | Scream 4                       | Кирби Рид                |                                                                             |
| 2011 | Красная Шапка против зла         | Hoodwinked Too! Hood vs. Evil  | Красная Шапочка          | Озвучивание                                                                 |
| 2012 | Кармел                           | The Forger                     | Эмбер                    |                                                                             |
| 2022 | Крик                             | Scream                         | Кирби Рид                | Голосовое камео; в титрах — «особая благодарность»                          |
| 2023 | Крик 6                           | Scream VI                      | Кирби Рид                |                                                                             |
| 2024 | Эмбер Алерт                      | Amber Alert                    | Жаклин                   |                                                                             |

### Видеоигры
| Год  | Название                                     | Роль  |
| ---- | -------------------------------------------- | ----- |
| 1998 | A Bug’s Life                                 | Дора  |
| 2002 | The Mark of Kri                              | Тати  |
| 2002 | Kingdom Hearts                               | Каири |
| 2006 | Kingdom Hearts II                            | Каири |
| 2010 | Kingdom Hearts Birth by Sleep                | Каири |
| 2012 | Kingdom Hearts 3D: Dream Drop Distance       | Ксион |
| 2013 | Kingdom Hearts HD 1.5 Remix                  | Каири |
| 2014 | Kingdom Hearts HD 2.5 Remix                  | Каири |
| 2015 | Until Dawn                                   | Сэм   |
| 2016 | Kingdom Hearts HD 2.8 Final Chapter Prologue | Ксион |

## Дискография

### Альбомы
| Название                                  | Детали релиза                                                                                | Позиции в чартах | Позиции в чартах | Позиции в чартах |
| Название                                  | Детали релиза                                                                                | US               | US Country       | US Soundtracks   |
| ----------------------------------------- | -------------------------------------------------------------------------------------------- | ---------------- | ---------------- | ---------------- |
| The Music of Nashville: Season 1 Volume 1 | - Дата: 11 декабря 2012 года - Лейбл: Big Machine Records - Формат: CD, цифровая дистрибуция | 14               | 3                | 1                |
| The Music of Nashville: Season 1 Volume 2 | - Дата: 7 мая 2013 - Лейбл: Big Machine Records - Формат: CD, digital download               | 13               | 5                | 2                |

### Синглы
- «Wake Up Call»
- «Your New Girlfriend»
- «Go To Girl»
- «Home»
- «Wrong song»

### Саундтреки
- Cruella De Vil (101 далматинец)
- Someone Like You (Фабрика пыли[англ.])
- I Still Believe (Золушка 3: Злые чары)
- Try (Мост в Терабитию)
- I fly
- My Hero Is You
- I Can Do It Alone (Красная Шапка против зла )
- Inseparable (Красная Шапка против зла )